# Dowgierdziszki (rejon werenowski)
Dowgierdziszki (biał. Даўгердзішкі; ros. Довгердишки) – wieś na Białorusi, w obwodzie grodzieńskim, w rejonie werenowskim, w sielsowiecie Podhorodno, przy granicy z Litwą.
W pobliżu znajduje się źródło Dzitwy.
W dwudziestoleciu międzywojennym leżały w Polsce, w województwie nowogródzkim, w powiecie lidzkim, w gminie Ejszyszki. Po II wojnie światowej w granicach Związku Sowieckiego. Od 1991 w niepodległej Białorusi.